# Gare de Verneuil-sur-Avre
Pour les articles homonymes, voir Gare de Verneuil.
La gare de Verneuil-sur-Avre est une gare ferroviaire française de la ligne de Saint-Cyr à Surdon, située sur le territoire de la commune de Verneuil-sur-Avre (commune nouvelle de Verneuil d'Avre et d'Iton), dans le département de l'Eure, en région Normandie.
C'est une gare de la Société nationale des chemins de fer français (SNCF), desservie par les trains du réseau TER Normandie.

## Situation ferroviaire

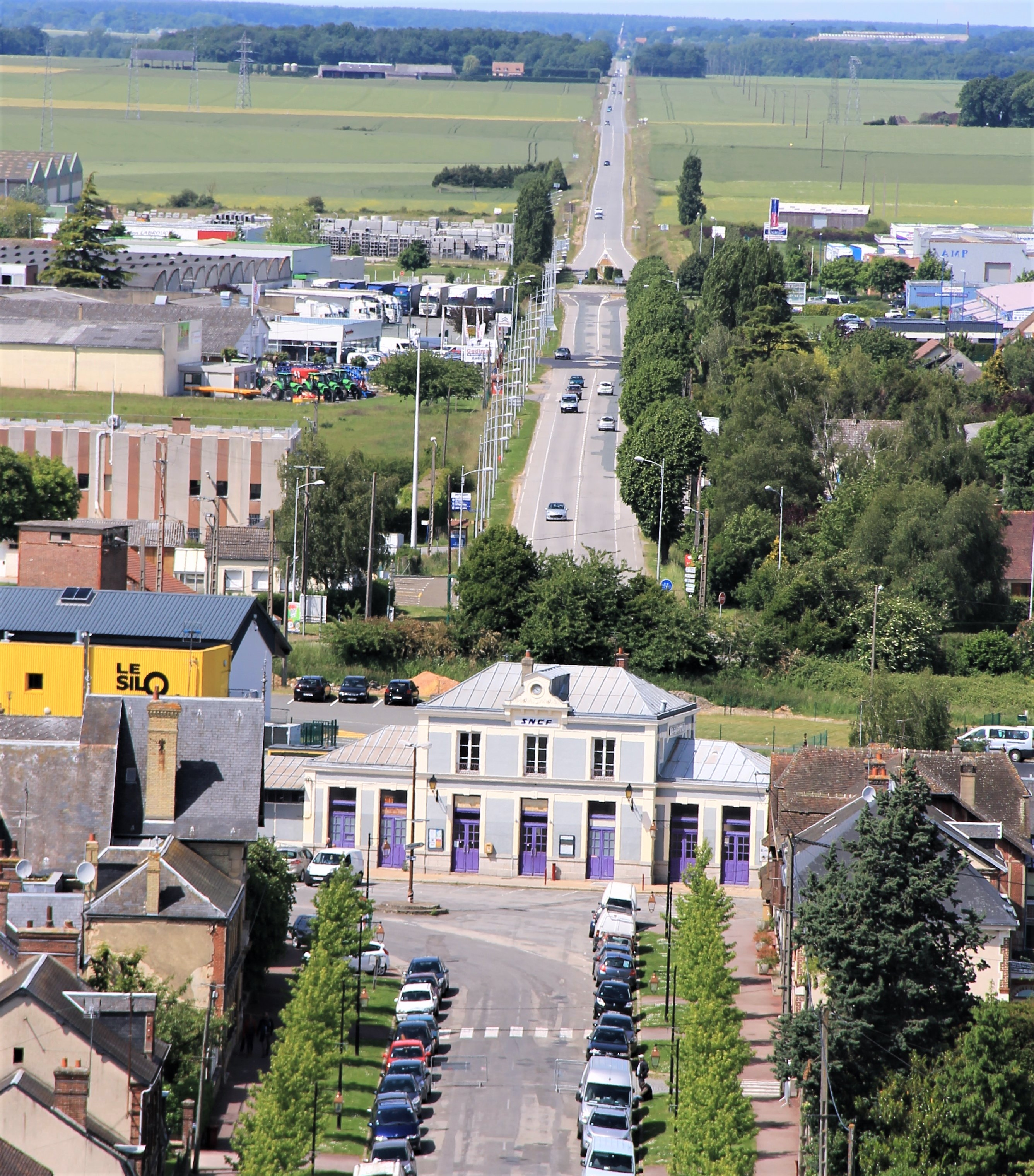
La gare dans son environnement.

Établie à 176 m d'altitude, la gare de Verneuil-sur-Avre est située au point kilométrique (PK) 117,204 de la ligne de Saint-Cyr à Surdon, entre les gares fermées de Tillières et de Bourth ; et les gares ouvertes de Dreux et de L'Aigle. En direction de Dreux, se trouve la halte de Nonancourt.

## Histoire
Elle est mise en service le 1er octobre 1866 avec l'ouverture de la voie entre la gare de Dreux et la gare de L'Aigle. De plus elle était aussi reliée à Évreux-Embranchement par Prey et à La Loupe par Senonches.

## Fréquentation
De 2015 à 2023, selon les estimations de la SNCF, la fréquentation annuelle de la gare s'élève aux nombres indiqués dans le tableau ci-dessous.
| Année                      | 2015    | 2016    | 2017    | 2018    | 2019    | 2020    | 2021    | 2022    | 2023    |
| -------------------------- | ------- | ------- | ------- | ------- | ------- | ------- | ------- | ------- | ------- |
| Voyageurs                  | 108 410 | 115 725 | 116 630 | 113 559 | 125 230 | 85 692  | 111 208 | 162 904 | 188 511 |
| Voyageurs et non voyageurs | 154 871 | 165 321 | 166 614 | 162 228 | 178 900 | 122 417 | 158 869 | 232 720 | 269 302 |

## Service des voyageurs

### Accueil
Gare SNCF, elle dispose d'un bâtiment voyageurs avec guichet, ouvert dans des horaires très limités, sans machine intérieure ni extérieure pour prendre son billet.
Elle est équipée d'un quai central et d'un quai latéral qui sont encadrés par deux voies, ainsi que de voies de service. Le changement de quai se fait par une passerelle avec escaliers, ou bien - depuis l'automne 2015 - par une rampe d'accès handicapés longue de 2 × 320 m, sans protection contre les intempéries, ce qui la rend très difficilement praticable pour les handicapés, contraints de prendre désormais le train en gare de L'Aigle.

### Dessertes
En 2012, la gare est desservie par la ligne commerciale Intercités Paris - Granville, les trajets étant assurés par des autorails X 72500 et par les lignes TER Normandie Paris - Argentan et Dreux - Argentan - Granville,, les trajets étant assurés par des autorails X 4750 et X 72500.

### Intermodalité
La gare est desservie par les lignes 360 et 620 du réseau interurbain de l'Eure et par la ligne d'autocar TER Normandie Verneuil-sur-Avre - Évreux. Un parking pour les vélos y est aménagé.

## Service des marchandises
Cette gare est ouverte au trafic du fret.

Galerie de photographies
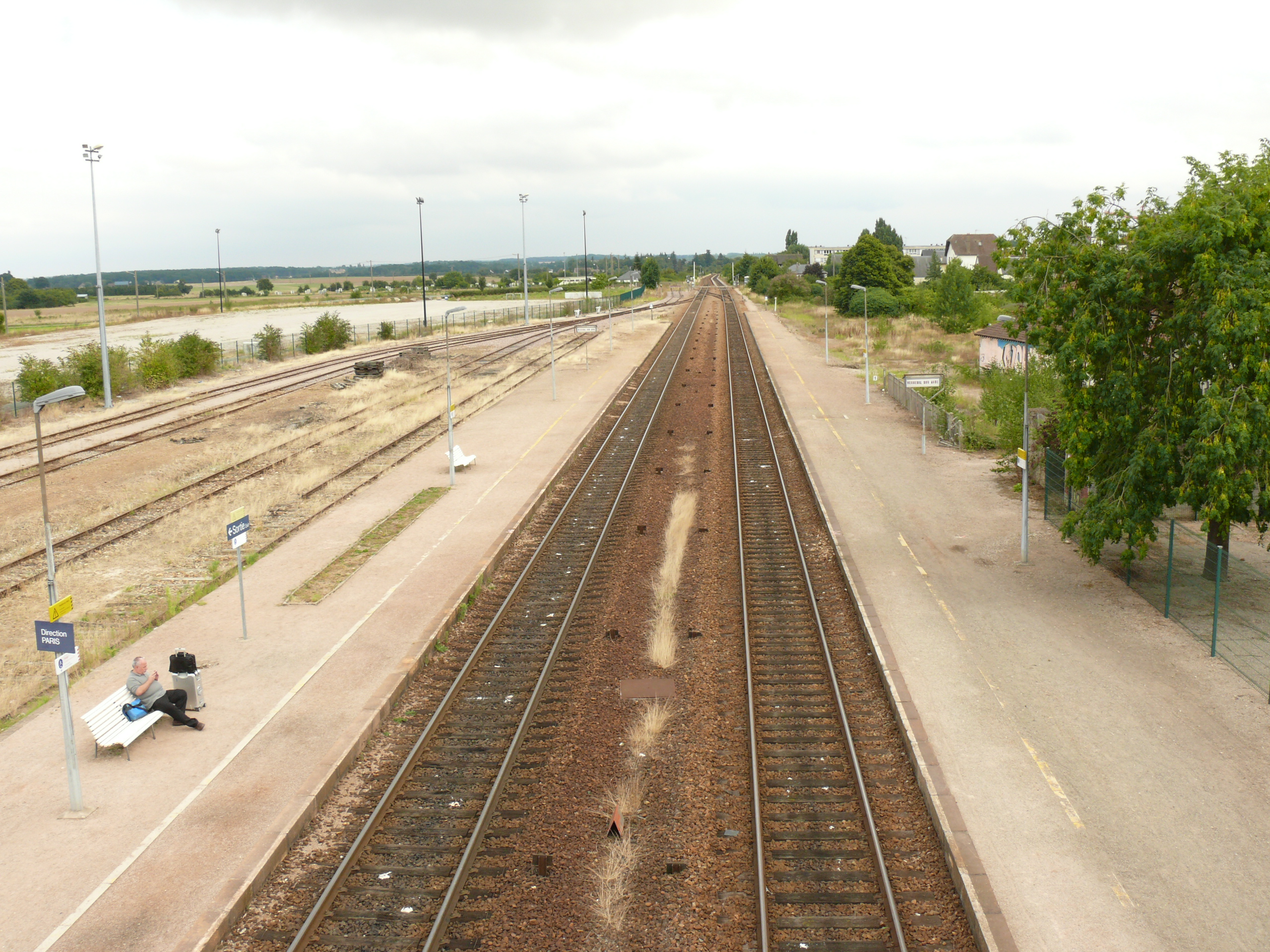
Les voies de la gare depuis la passerelle, en direction de Paris.
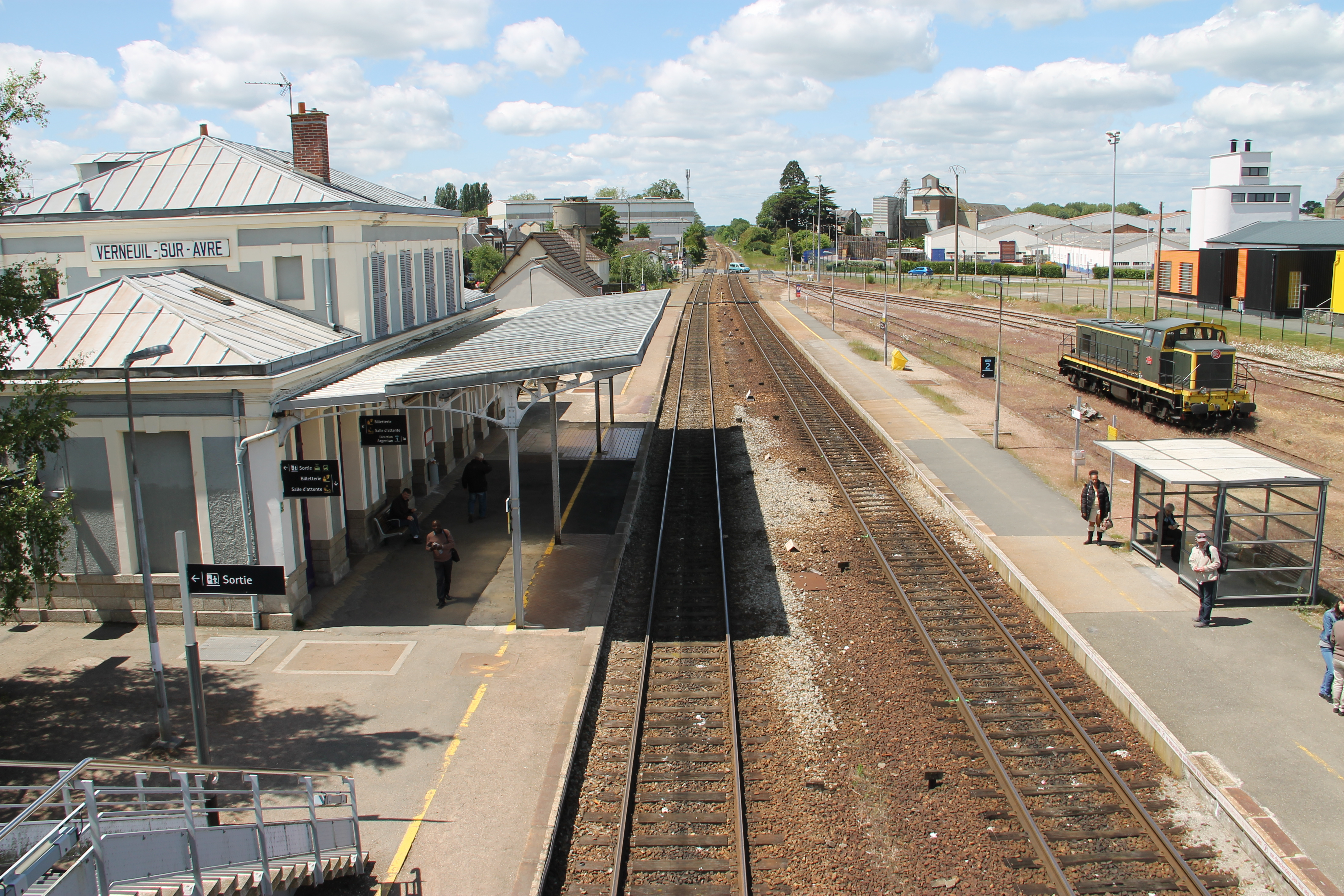
Les voies de la gare depuis la passerelle, en direction de Granville.
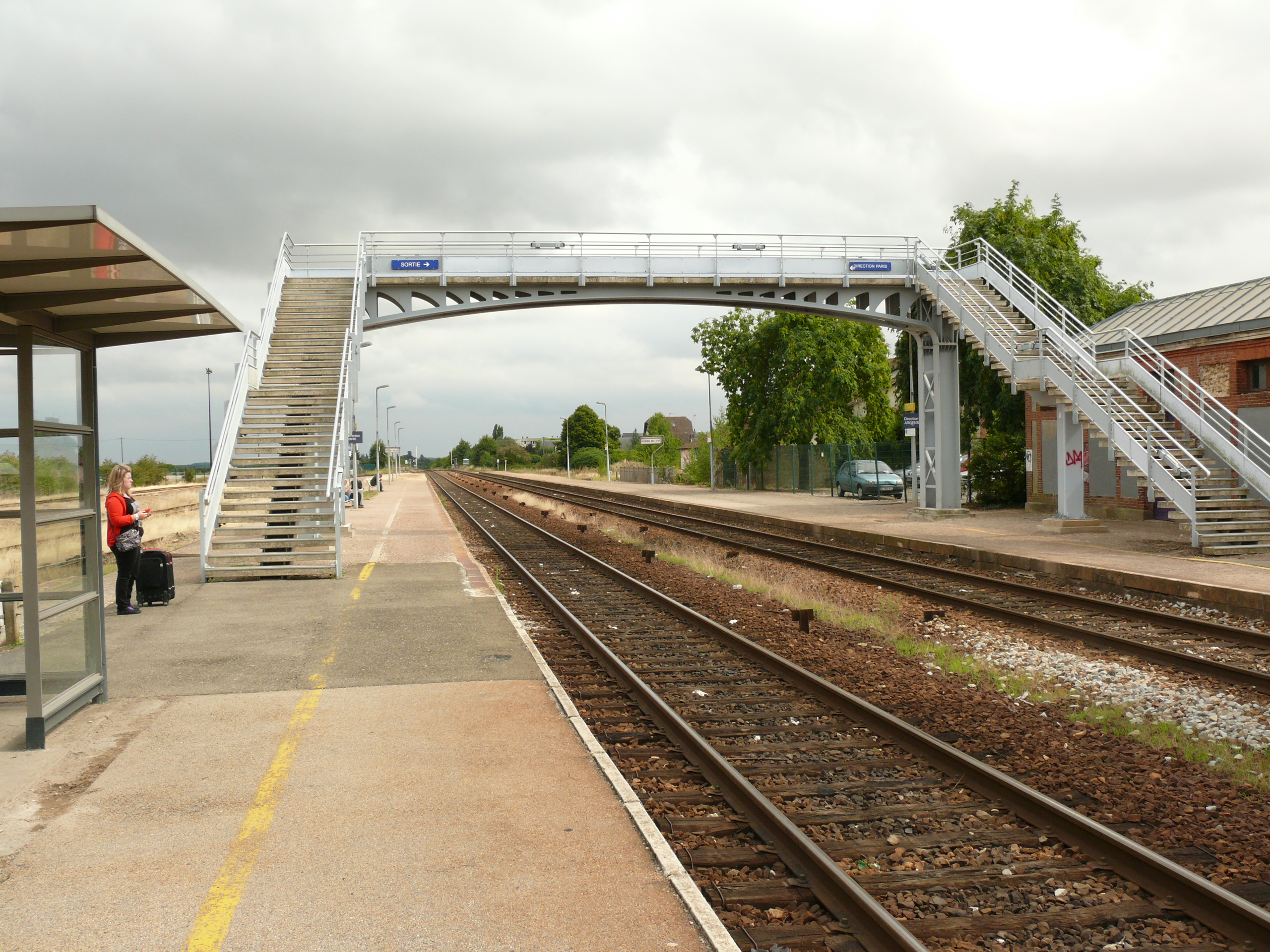
La passerelle de la gare. Celle-ci n'est pas accessible aux personnes à mobilité réduite.
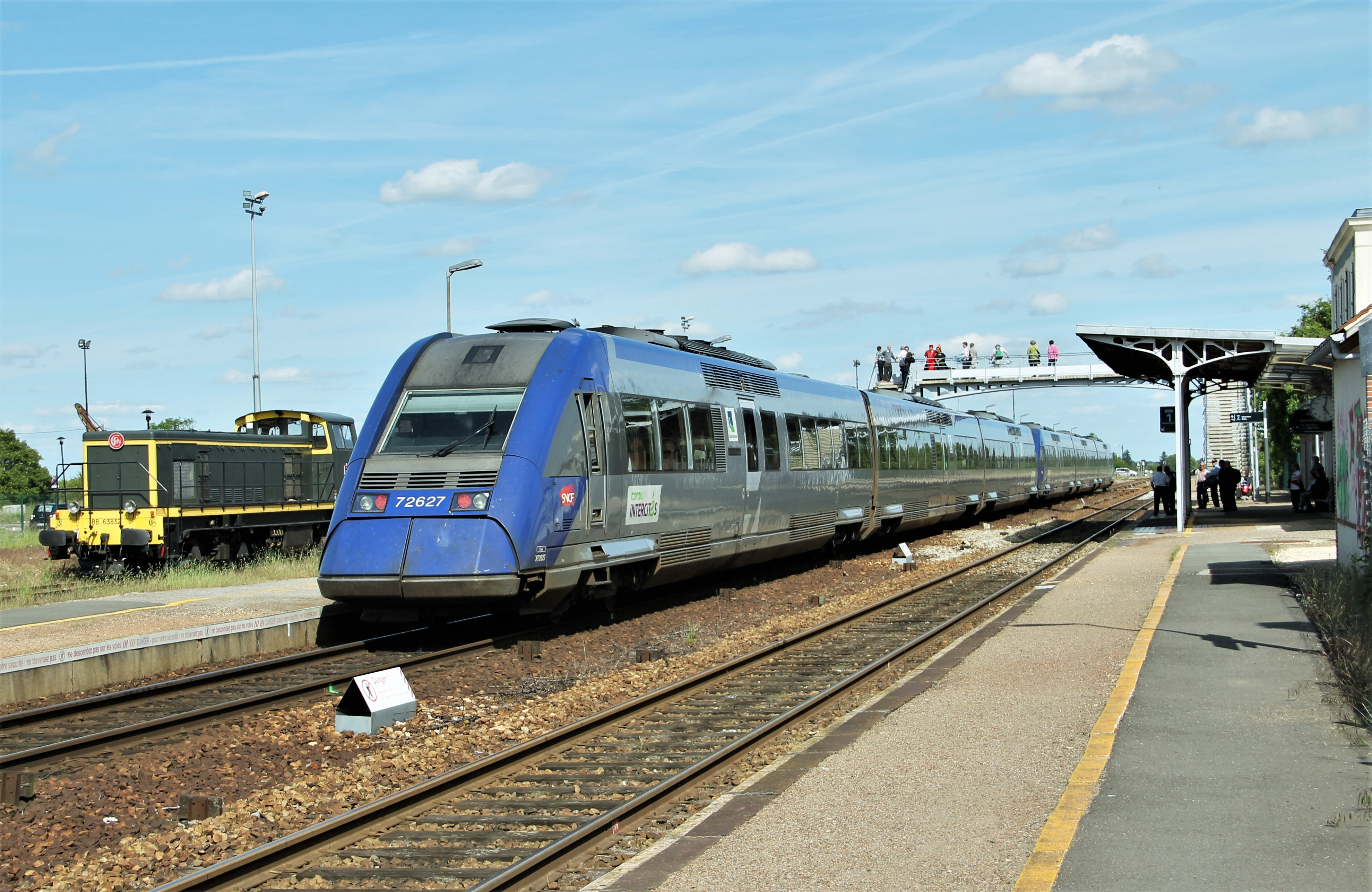
Intercités pour Paris et BB 63500.
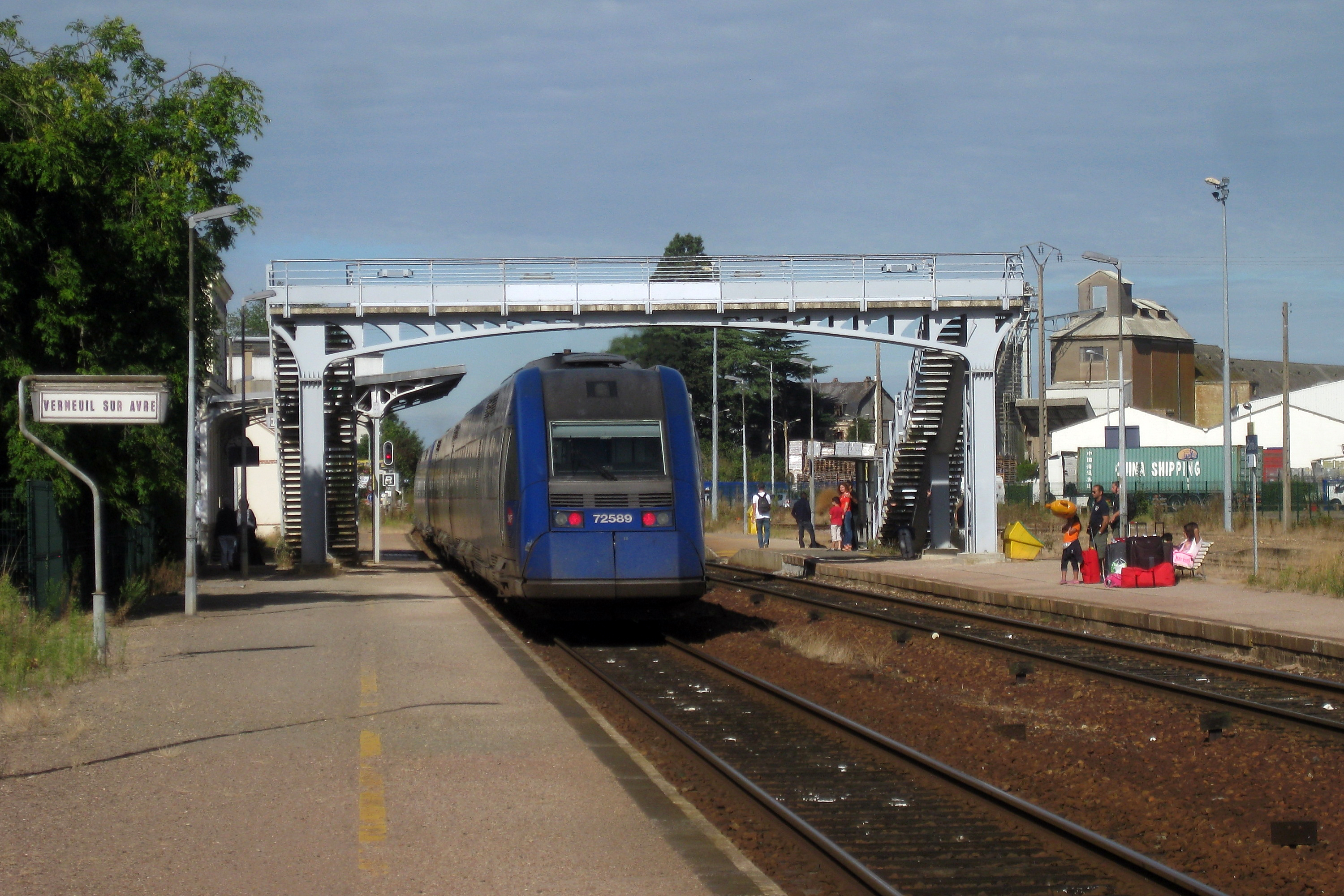
Le Paris - Argentan du matin repart de la gare après l'avoir desservie, assuré en UM 3 d'X 72500.